# 10093 Diesel
10093 Diesel è un asteroide della fascia principale. Scoperto nel 1990 da Eric Walter Elst e da lui dedicato a Rudolf Diesel, presenta un'orbita caratterizzata da un semiasse maggiore pari a 2,3932994 UA e da un'eccentricità di 0,1060054, inclinata di 6,79369° rispetto all'eclittica.